# NGC 5767
NGC 5767 is een balkspiraalstelsel in het sterrenbeeld Ossenhoeder. Het hemelobject werd op 14 mei 1885 ontdekt door de Amerikaanse astronoom Lewis A. Swift.

## Synoniemen
- UGC 9549
- ZWG 248.22
- PGC 52942